# Avonden op een boerderij bij Dikanka (film)
Avonden op een boerderij bij Dikanka (Russisch: Вечера на хуторе близ Диканьки, Oekraïens: Вечори на хуторі біля Диканьки) is een Sovjetrussische kerstfilm uit 1961 geregisseerd door Alexander Rou. De film is gebaseerd op het verhaal 'Kerstavond' uit het boek Avonden op een boerderij bij Dikanka van de Oekraïense schrijver Nikolaj Gogol. De film verscheen in december 1961 en de officiële première vond plaats op 8 januari 1962. De film staat ook bekend onder de alternatieve titel De nacht voor Kerstmis.

## Verhaal
Het verhaal speelt zich af in het Oekraïense dorp Dikanka. De kozak Vakula is smoorverliefd op Oksana, de dochter van de burgemeester. Vakula heeft heel vaak geprobeerd Oksana ten huwelijk te vragen, maar zonder resultaat. Wanneer Vakula het op een dag nog een keer probeert, antwoordt Oksana dat ze alleen met hem zal trouwen als hij de schoenen van tsarina Catharina de Grote voor haar kan halen. Om Vakula te pesten, herhaalt ze deze zin regelmatig.
Ondertussen loopt de duivel ook nog rond in het dorp. Op een avond creëerde hij een heftige sneeuwstorm en wist hij zelfs de maan te stelen. Later gaat hij langs bij de heks Solokha en neemt hij de gestolen maan mee, om hem aan Solokha cadeau te geven. Maar hij is nog niet binnen, of hij raakt de maan al kwijt, die vervolgens weer terug aan de hemel hangt. Ondanks dat de maan weer terug op zijn plek staat, wordt hij wel naar binnen gelaten en mag hij aan tafel schuiven, om uiteindelijk te genieten van een overheerlijk feestmaal. Even later wordt er aan de deur geklopt. Het blijkt de burgemeester te zijn, die graag ook even een bezoekje aan Solokha wil brengen. Omdat Solokha niet wil dat hij weet dat de duivel bij haar in huis is, verstopt ze hem snel in een jutezak voordat ze de burgemeester binnenlaat. Maar hij heeft zijn jas nog niet uitgetrokken of er wordt weer aan de deur geklopt. Het blijkt de plaatselijke priester te zijn. Omdat de burgemeester bang is door de priester ontdekt te worden, verstopt hij zich ook in een jutezak. Dan wordt de priester binnengelaten, maar vervolgens moet ook hij zich snel verstoppen in een zak, omdat de vader van Vakula voor de deur staat. Tot slot wordt Vakula's vader binnengelaten, maar hij moet zich eveneens snel verstoppen, omdat zijn zoon voor de deur staat. Hij besluit zich dan snel te verstoppen in de zak waar de priester ook in zit. Wanneer Vakula binnenkomt, baalt hij van het feit dat het huis vol zakken ligt. Hij besluit ze allemaal mee te nemen om ze op te bergen.
Wanneer Vakula naar buiten loopt, wordt hij opnieuw uitgejouwd door Oksana en haar vriendinnen. Vakula is dat helemaal zat en zegt uiteindelijk tegen de anderen dat hij zal vertrekken en dat hij zichzelf zal gaan ombrengen. Wanneer een oud vrouwtje te horen krijgt dat Vakula zichzelf zal doden, vertelt ze dat snel aan haar vriendinnen. Al snel verspreidt deze roddel zich als een olievlek door het hele dorp. Terwijl de anderen denken dat Vakula zichzelf gedood heeft, gaat hij in werkelijkheid langs bij de kozak Puzaty Patsyuk. Vakula is namelijk van gedachte veranderd en is van plan om de schoenen van de tsarina voor Oksana mee te nemen. Vakula wil graag van Patsyuk weten waar hij de duivel kan vinden. Hij vraagt dat specifiek aan hem, omdat Patsyuk een band met de duivel zal hebben. Patsyuk geeft aan Vakula vage antwoorden, omdat hij weet dat Vakula onopgemerkt de duivel op zijn rug draagt. Wanneer Vakula weer naar buiten gaat en treurig op een stam gaat zitten, komt opeens de duivel uit zijn zak tevoorschijn. Vakula reageert snel en weet de duivel te overmeesteren. Uiteindelijk dwingt hij de duivel om hem naar Sint-Petersburg te brengen. De duivel gehoorzaamt en brengt Vakula naar het paleis van de tsarina.
Ondertussen zitten de mannen die eerder bij Solokha op bezoek waren nog steeds in de zakken verstopt. De zakken bewegen uiteindelijk en lopen zo rond in het dorp. De dronken kozak Panas ziet een van de zakken rondlopen. Hij besluit hij er één naar huis mee te nemen. Wanneer hij thuis is, wordt hij meteen overvallen door zijn vrouw, die graag de zak in bezit wil nemen. De twee ruziën daarover, maar de ruzie eindigt plotseling wanneer er twee handen uit de zak tevoorschijn komen. Later blijkt dat Chub te zijn. Chub begint dan direct te lachen, omdat hij het grappig vindt dat de anderen van hem zijn geschrokken. Maar dan wordt Chub bang, omdat hij merkt dat er nog iemand anders in de zak zit. Later komen ze erachter dat het de priester is, waarna de schrik begint te dalen. Ondertussen vinden Oksana en haar vriendinnen de andere verloren zak. Ze besluiten de zak mee te nemen naar Chubs huis, maar wanneer er een geluid uit de zak komt, vluchten de meiden snel het huis uit. Chub, die toevallig langsloopt, ziet de bange meiden en besluit naar binnen te gaan. Uiteindelijk komt de burgemeester tevoorschijn. De twee heren doen alsof er niets gebeurd is en zo verlaat de burgemeester het huis.
Vakula heeft intussen Sint-Petersburg bereikt en weet het paleis binnen te komen. Hij ontmoet daar een groep kozakken, die hem uiteindelijk naar de tsarina brengen. Wanneer Vakula tsarina Catharina de Grote ziet, vraagt hij direct aan haar of hij haar schoenen mag hebben. De tsarina laat Vakula's wens in vervulling gaan en geeft hem haar schoenen. Vakula keert daarna snel terug naar huis om Oksana de schoenen te geven. Wanneer Vakula weer thuiskomt bij zijn vader, kan deze zijn ogen niet geloven wanneer hij zijn zoon nog in leven ziet. Omdat Vakula zich heeft misdragen, vraagt hij zijn vader hem met de zweep te geven. Zijn vader doet dat en na een slag of drie vraagt Vakula aan zijn vader of hij met Oksana mag trouwen. Zijn vader twijfelt aanvankelijk, maar geeft toch zijn goedkeuring. Op datzelfde moment komt Oksana binnen en ze schrikt ervan Vakula te zien. Wanneer Vakula naar haar toeloopt en haar vertelt dat hij de schoenen van de tsarina voor haar heeft meegenomen, besluit Oksana de schoenen te weigeren. Uiteindelijk wil ze ook met Vakula trouwen, waarmee het verhaal eindigt.

## Rolverdeling

### Hoofdrolspelers
- Aleksandr Khvylya: Chub
- Lyudmyla Myznikova: Oksana
- Yuri Tavrov: Vakula
- Lyudmila Khityaeva: Solokha
- Sergei Martinson: Osip, de priester
- Anatoly Kubatsky: Panas
- Vera Altayskaya: vrouw van Panas
- Dmitri Kapka: Shanuvalenko
- Mykola Yakovchenko: Patsyuk
- Maryna Sidorchuk: Odarka
- Aleksandr Radunsky: de burgemeester van Dikanka
- Georgi Millyar: de duivel

### Overige acteurs
- Aleksei Smirnov
- Mikhail Troyanovsky
- Aleksandr Demyanenko